# TRS-80 MC-10
L'ordinador domèstic TRS-80 MC-10 va ser un membre menys conegut de la família de microordinadors TRS-80, produïda per la Tandy Corporation en l'inici de la dècada del 1980 i venuda a través de la seva cadena de botigues d'articles electrònics RadioShack. Aparentment, va ser projectat com una alternativa de baix cost al TRS-80 Color Computer, de la mateixa Tandy, per competir amb màquines per a principiants que l'havien precedit amb èxit al mercat, tals com el Commodore VIC-20 i el Sinclair ZX81.
A causa del seu limitat conjunt de recursos, el MC-10 era útil només per a afeccionats i com a introducció a la programació d'ordinadors. No va obtenir èxit comercial i va ser descatalogat un any després del seu llançament.
No obstant això, un clònic del MC-10, l'Alice, produït a través d'una associació entre Tandy, Matra i Hachette, es va fer molt popular a França.

## Especificacions tècniques
| Parts          | Especificacions | Especificacions |
| -------------- | --- | --------------- |
| UCP            | Motorola MC6803 a 0,89 MHz |                 |
| RAM            | 4 - 20 KiB (màx.) |                 |
| ROM            | 8 KiB |                 |
| Teclat         | xiclet, 48 tecles |                 |
| Monitor        | televisió; mode text: 32 x 16; modes gràfics: 64 x 32 (8 colors), 128 x 92 (2 colors) o 256 x 192 pixels (2 colors); 8 colors |                 |
| So             | 1 canal |                 |
| Ports          | port sèrie, port de casset i port d'expansió                                                                                  |                 |
| Emmagatzematge | Casset |                 |